# ボルガロ・トリネーゼ
ボルガロ・トリネーゼ（伊: Borgaro Torinese）は、イタリア共和国ピエモンテ州トリノ県にある、人口約12,000人の基礎自治体（コムーネ）。

## 地理

### 位置・広がり

#### 隣接コムーネ
隣接するコムーネは以下の通り。
- カゼッレ・トリネーゼ
- マッパノ
- セッティモ・トリネーゼ
- トリーノ
- ヴェナリーア・レアーレ